# Nakhon Phanom (stad)
Nakhon Phanom (Thais: นครพนม) is een stad in Noordoost-Thailand. Nakhon Phanom is hoofdstad van de provincie Nakhon Phanom en het district Nakhon Phanom. De stad telde in 2000 bij de volkstelling 30.723 inwoners.
Nakhon Phanom ligt aan de Mekong rivier tegenover Laos. Tijdens de Vietnamoorlog hadden de Verenigde Staten hier een militaire basis met een afluisterdienst en een luchtmachtbasis. Tijdens de Vietnamoorlog zijn veel mensen uit Vietnam, Laos en Cambodja naar deze stad toegevlucht.